# Sarcozygium
- Commons
- Wikispecies

Sarcozygium é um género botânico pertencente à família Zygophyllaceae.

## Espécies
- Sarcozygium kaschgaricum (Boriss.) Y.X.Liou, 1998[2]
- Sarcozygium xanthoxylum Bunge[3]